# Cusqueña
| Origine               | Pérou |
| Distributeur          | UCP Backus & Johnston |
| Entrée dans le marché | 1908 |
| Variantes             | - Cusqueña Malta - Cusqueña Trigo |
| Produits relatifs     | - Cerveza Cristal - CervezaArequipeña Barena - Cerveza Pilsen Callao - Cerveza Pilsen Trujillo - Cerveza Peroni Nastro Azzurro - Quara |

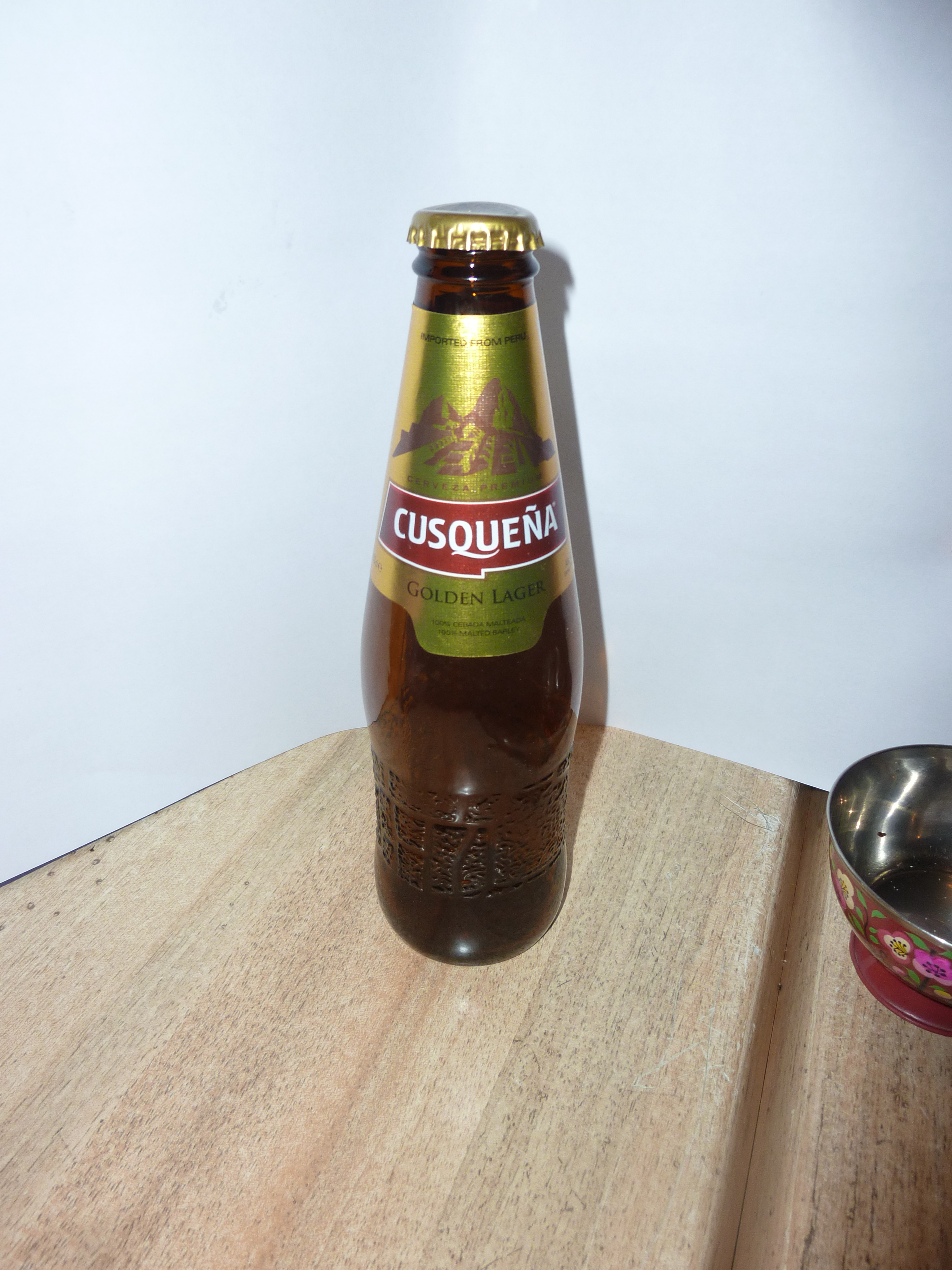
Cusqueña Golden Lager

Cusqueña est une marque de bière péruvienne, originaire de la région de Cuzco, brassée par Backus and Johnston.
Il existe une variété de bière blonde (5 %) et une de bière brune (5,6 %).
La Cusqueña brune, de couleur sombre presque noire, a une saveur maltée, peu amère, qui la distingue clairement des stouts.
La Cusqueña a participé à des différentes compétitions de boissons alcoolisées. La Cerveza Cusqueña a reçu à de nombreuses reprises des distinctions internationales, attribuées notamment par de prestigieux organismes. La Cusqueña Malta a reçu un label de qualité Grand Or aux Sélections Mondiales de la Qualité, organisées par Monde Selection en 2010. Par contre, La Cusqueña Regular a été récompensée, en 2009, d’un International High Quality Trophy pour avoir obtenu un label de qualité Or ou Grand Or durant trois années consécutives, décerné par  Monde Selection, Institut International de la Qualité.

## Histoire
Le 1er octobre 1908, Ernesto Günther et un groupe d'entrepreneurs ont ouvert dans la ville de Cuzco, une succursale de la brasserie Cervezera Allemana Günther & Tidow S.A. Ltda. qui s'était déjà implantée dans la ville d'Arequipa 10 ans auparavant. Cette société possédait également d'autres bières comme la Pilsener Bier Cuzco ("Pilsen") et la bière Extracto de Malta Cuzco. Le 27 octobre de 1909 les premiers brassages de bières ont commencé dans les installations de leur usine.
La nouvelle bière a été très bien accueillie par les consommateurs. Cela peut s'expliquer par le fait que dans le monde andin, la chicha de jora, un type de bière au maïs était déjà au centre de la vie des habitants que cela soit à travers la gastronomie ou pour les rites religieux. Elle remplaçait tout autre type de boisson comme l'eau, le lait ou encore le vin.
Cette consommation intensive nécessitait une grande production et organisation au niveau du territoire pour satisfaire la demande. Il est possible de prendre l'exemple de la chicha morada qui est une autre boisson à base de maïs qui était également très répandue a l'époque.
En 1939, Cervecera Alemana Günther & Tidow S.A. Ltda a changé de nom pour devenir Compañía Cervecera del Sur del Perú S.A (Cervesur) et a continué à implanter sa production. Avec les années, l'usine a acquis de nouveaux équipements de fermentation qui ont permis de pousser la production encore plus loin.
Au milieu des années 1950, elle se commercialise à travers le nom de Cerveza Cuzqueña avec un "z" - et depuis 1970 leurs produits ont été renommés Cerveza Cusqueña et Malta Cusqueña.
En 1995, Cerveza Cusqueña, qui se commercialisait majoritairement au sud du pays, et en petites quantités dans des bars et restaurants de Lima se lance dans la capitale sous le nom de Cusqueña Premium. Le design et l'étiquette ont été modifiés tout en conservant les caractéristiques identitaires des versions précédentes. Une contre-étiquette a été ajoutée ainsi qu'un capuchon afin de rendre la présentation des bouteilles plus sobre.
En 2000, la Compañía Cervecera del Sur del Perú S.A. (Cervesur) avec ses usines à Arequipa et Cuzco, intègre le Groupe Backus y Johnson (Unión de Cervecerías Peruanas Backus y Johnston). Cette démarche leur a permis de s'agrandir et de s'élever à un niveau continental. Ils s'intègrent au marché de la bière grâce à la Cusqueña Malta et plus récemment la Cusqueña de trigo (blé).

## Formats de vente des produits
- Cerveza Cusqueña, bouteille en verre 330 ml.
- Cerveza Cusqueña, bouteille en verre 620 ml.
- Cerveza Cusqueña, cannette 355 ml.
- Cerveza Cusqueña Malta, bouteille en verre 330 ml.
- Cerveza Cusqueña Malta, bouteille en verre 620 ml.
- Cerveza Cusqueña de Trigo, bouteille en verre 330 ml.
- Cerveza Cusqueña de Trigo, bouteille en verre 620 ml.
- Cerveza Cusqueña Roja, bouteille en verre 330 ml.
- Cerveza Cusqueña Roja, bouteille en verre 620 ml.

## Référence
1. ↑  Cerveza Cusqueña has been awarded the Gold and Grand Gold medals at Monde Selection, 25 June 2010